# Сампайо, Филипе
Филипе Сампайо Азеведо (порт. Philipe Sampaio Azevedo; 11 ноября 1994, Сан-Паулу) — бразильский футболист, центральный защитник клуба «Ботафого».

## Биография
Карьеру начал в «Сантосе» в 2013 году. Сезон 2014 года провёл в аренде в «Паулисте», выступавшем в Лиге Паулиста.
В 2014 году перешёл в португальскую «Боавишту», подписав контракт на три года. Дебютировал за команду 24 августа 2014 года в матче против «Бенфики».
В июле 2017 года перешёл в «Ахмат». Спустя год покинул команду.
С 2022 года выступает за «Ботафого».